# 3217 Seidelmann
A 3217 Seidelmann (ideiglenes jelöléssel 1980 RK) a Naprendszer kisbolygóövében található aszteroida. Edward L. G. Bowell fedezte fel 1980. szeptember 2-án.